# Coll de Planell Ras
El Coll de Planell Ras és una collada situada a 1.928,4 metres d'altitud del terme municipals de Conca de Dalt (antic terme d'Hortoneda de la Conca), al Pallars Jussà, a l'àmbit de l'antic poble de Perauba.
Es troba a la meitat de la Serra de Planell Ras, al nord-oest del Pletiu dels Roquissos i al nord-est de la Matella del Serrat Blanc.